# Сексуальность человека

А.-В. Бугро. «Похищение Психеи».
1895. Холст, масло. Частное собрание

Сексуа́льность челове́ка — совокупность биологических, психофизиологических, душевных и эмоциональных реакций, переживаний и поступков человека, связанных с проявлением и удовлетворением полового влечения.
Сексуальность является врождённой потребностью и функцией человеческого организма, подобно процессам дыхания, пищеварения и др. Человек рождается с определённым физиологическим сексуальным потенциалом, далее сексуальность формируется уже в рамках индивидуального жизненного опыта. В целом же, сексуальность человека обусловлена интегрированным взаимодействием биологических, психических и социокультурных факторов.

## Компоненты человеческой сексуальности
Есть очень много форм человеческой сексуальности. Сексуальность человека включает широкий диапазон поведения и процессов, физиологические, психологические, социальные, культурные, политические, духовные или религиозные аспекты секса, а также человеческое сексуальное поведение. Сексуальность, как и прочие аспекты поведения человека, носит как биологический, так и социальный характер: некоторые характеристики сексуальности заложены генетически, другие формируются в процессе социализации. В связи с этим выделяют несколько компонентов человеческой сексуальности:
- биологический пол — совокупность признаков, таких как половые хромосомы, половые гормоны, половые клетки, наружные и внутренние половые органы, вторичные половые признаки;
- гендерная идентичность — ощущение принадлежности к определённому гендеру, не обязательно совпадающему с биологическим полом;
- гендерная социальная роль — поведение в обществе, соответствующее культурным нормам данного общества, предписывающим то или иное «типично мужское» или «типично женское» поведение;
- сексуальная ориентация — эмоциональное, романтическое и чувственное влечение к людям противоположного пола (гетеросексуальная ориентация), своего пола (гомосексуальная ориентация) или обоих полов (бисексуальная ориентация) или отсутствие какого-либо влечения (асексуальная ориентация);
- сексуальная идентичность — отождествление себя с людьми, имеющими ту или иную сексуальную ориентацию, осознание себя как человека определённой ориентации[4].

Философия, особенно этика и наука морали, так же как и богословие имеют отношение к предмету. Почти в каждую историческую эпоху и в каждой культуре искусства, включая литературные и изобразительные, а также популярная культура представляют существенный вклад общественных точек зрения на сексуальность. В большинстве обществ существуют законы, которые предписывают определённые ограничения сексуального поведения. Сексуальность изменяется от культуры к культуре, от региона к региону, и непрерывно меняется на протяжении всей истории человека.
Существует большое разнообразие литературы, образовательных веб-сайтов, местных организаций образования и социальной поддержки для различных форм человеческой сексуальности.

## Значение сексуальности
Сексуальность представляет собой движущую силу социальной активности человека, поскольку направлена на достижение не только сексуального удовлетворения, но и социально-психологического состояния, обозначаемого как «счастье», повышение качества жизни. Переживания, связанные с полом, определяют выбор того или иного варианта поведения даже в ситуациях, заведомо не связанных с сексуальными контактами в узком смысле.
Сексуальность является одним из важных движущих факторов в познании человеком окружающей действительности. Зигмунд Фрейд писал, что «влечение к познанию у детей поразительно рано и неожиданно интенсивным образом останавливается на сексуальных проблемах, даже пробуждается ими».
Сексуальность является фактором, побуждающим людей к совместному проживанию и деятельности, является движущей силой сближения и объединения людей, одной из основных составляющих семейной жизни.
Сексуальность является неотъемлемым желанием проявить своё внутреннее либидо для трансформации внешнего проявления поведения в материальной среде.

## Формирование сексуальности
Физиологические механизмы, обуславливающие формирование и осуществление сексуальных реакций неотъемлемо присущи человеку как биологическому виду, их формирование является генетически обусловленным. В то же время, поскольку человек имеет не только биологическую, но и социальную природу, формирование сексуальности оказывается связанным с условиями его существования: социальным окружением, условиями жизни и т. д. На формирование сексуальности влияют также такие факторы, как, например, полноценность питания.

### Детская сексуальность
Ранее считалось, что до определённого возраста дети лишены сексуальности. Одним из первых исследователей, всерьёз заговоривших о детской сексуальности, был Зигмунд Фрейд. Несмотря на то, что многие его идеи, такие, как концепция психосексуального развития или Эдипова комплекса, сейчас считаются устаревшими, признание существования детской сексуальности явилось прорывом в области психологии и сексологии. Альфред Кинси также говорил о детской сексуальности в своих известных «Отчётах Кинси». Дети проявляют естественный интерес к своему телу, в том числе и к половым органам, подмечают анатомические различия между мужчинами и женщинами и часто играют со своими половыми органами. Последнее обычно принимается взрослыми за мастурбацию, хотя далеко не всегда является таковой. Многие дети принимают участие в «сексуальных играх», как правило, со своими друзьями, братьями или сёстрами. «Сексуальные игры» включают обнажение и изучение половых органов друг друга. В младшем школьном возрасте интерес к «сексуальным играм» несколько снижается при том, что дети могут испытывать романтические чувства к сверстникам. Новая волна возрастания сексуального интереса наблюдается в переходном возрасте.

### Подростковая сексуальность
Поскольку к моменту начала полового созревания, когда начинают проявлять себя заложенные в человека сексуальные потребности, личность человека уже в значительной мере сформирована, на развитие сексуальности влияют уже имеющиеся в этот период личностные черты, такие как степень усвоения нравственных норм, агрессивность, иные позитивные и негативные социальные черты. Преобладание в период полового созревания агрессивных и иных антисоциальных черт характера может повлечь формирование отклоняющихся и даже деструктивных сексуальных потребностей. На формирование сексуальности оказывает влияние также уровень интеллектуального развития, поскольку в основе высшей формы развития сексуальности человека — эротической любви, наличие которой отличает человека от иных животных, лежит прежде всего интеллект.
Хотя основным в процессе формирования сексуальности является запечатление и другие формы самостоятельного освоения индивидом действительности, на него также оказывают влияние действующие в обществе целенаправленные программы формирования сексуальности, которые могут как подавлять все «ненормативные» формы её проявления, так и способствовать формированию её «нормативных» форм на основе научного сексуального просвещения. Необходимо учитывать, что подавление сексуальных реакций зачастую влечёт переход сексуального напряжения в иные эмоциональные формы, в том числе в связанные с агрессией.
Сексуальность является неотъемлемым признаком физического и психического здоровья, как в молодом, так и в пожилом возрасте. Отмечается, что сохранение сексуальных потребностей в старости характерно для людей с более высоким уровнем интеллекта, имеющих более высокое качество жизни, проявлявших большую сексуальную активность в молодом возрасте.
Сексуальность является неотъемлемым желанием проявить своё внутреннее либидо для трансформации внешнего проявления поведения в материальной среде.

## Типы сексуальных культур
Ввиду социального характера сексуальности, можно выделить несколько её культурных типов, отличающихся характером допустимых проявлений половых чувств:
- Аполлоновский тип, характерный для античного общества, а в современный период — для Японии и для коренных жителей некоторых островов Тихого океана. В этом культурном типе сексуальность рассматривается наравне с другими потребностями человека (в еде, сне и т. д.), отсутствует развитая система связанных с половыми отношениями табу и ограничений. Отдельные составные части этой культуры прослеживаются также в современных движениях натуризма, а также некоторых религиозных сектах (адамиты).
- Либеральный тип, характеризующийся терпимостью в отношении широкого разнообразия проявлений сексуальности, отсутствием принуждения к определённым нормативным формам сексуального поведения. В то же время, этот тип культуры не рассматривает сексуальность строго как естественную, биологическую составляющую жизни человека, сексуальность в нём является одной из важных составляющих социальных взаимоотношений.
- «Культуры бедности», формирующиеся в пролетарской и крестьянской среде, как в развитых, так и в развивающихся странах с заметным влиянием патриархальных традиций. Для этой культуры характерен малый уровень осведомлённости отдельных субъектов о вопросах сексуальности, отсутствие организованной системы сексуального воспитания, в том числе в семье, представления о главенствующей роли мужчины и подчинённой роли женщины, допустимости насилия в половой и семейной жизни.
- Культуры любовников, характеризующиеся распространённостью «двойных» моральных стандартов, осуждающих открытые проявления сексуальности, но допускающих «за закрытыми дверями» отдельные проявления сексуальной свободы, в том числе супружескую измену (для одного или обоих партнёров).
- Оргиастические культуры, абсолютизирующие цель достижения удовольствия как результата сексуальных отношений, и допускающие для этого все формы сексуальной активности, в том числе гомосексуальные отношения, групповые формы сексуальной активности, сексуальные девиации и т. д. Элементы оргиастической культуры были характерны для Древнего Рима, коммунистических сект первых веков христианства[10], придворной, аристократической и богемной среды Нового времени, движения либертинов, коммун хиппи, а сейчас они встречаются в некоторых городских субкультурах.
- Мистические культуры, в которых сексуальное поведение является формой реализации религиозных и философских предписаний (даосские сексуальные практики, тантрический секс).
- Репрессивные культуры, стремящиеся к практически полному подавлению сексуальности, что выражается в крайне строгих запретах на внебрачные и добрачные связи, отсутствии системы сексуального воспитания, ограничении роли сексуальных отношений в браке продолжением рода. Указывается, что такие культуры подавляют развитие связанных с сексуальностью личностных черт, в том числе романтической любви[источник не указан 1380 дней][a].
- Пуританская культура, являющаяся крайним выражением религиозной (в первую очередь протестантской) установки христианства на отказ от земных удовольствий, в том числе сексуальных. Для пуританской культуры характерны цензурные запреты, касающиеся всех хотя бы косвенно связанных с сексуальностью тем литературы и искусства, и даже медицины, распространение ложных представлений о вреде сексуальных отношений (например, о том, что мастурбация вызывает импотенцию, слепоту, оволосение ладоней), жестокие (вплоть до членовредительства) методы пресечения сексуальных переживаний у подростков, установление уголовной ответственности за отдельные разновидности сексуальных практик. Пуританская культура появилась в XVII веке в Англии; расцвет её связывается с правлением королевы Виктории в XIX веке («викторианство»), позже она распространилась в Европе и США. Позиции пуританской культуры в западной цивилизации были очень ослаблены сексуальными революциями в XX веке, однако в отдельных странах её влияние продолжает оставаться достаточно высоким.

## Модели взаимодействия сексуальности и романтической любви
Збигнев Лев-Старович выделяет пять основных моделей взаимодействия сексуальности и романтической любви, существующих в мировых культурах:
- Платоническая модель. В этой модели любовь десексуализируется, считается, что идеальная любовь характеризуется лишь чувственными, но не телесными проявлениями. Такая модель существует в христианстве и некоторых направлениях буддизма.
- Чувственная модель. Любовь и сексуальное желание в такой модели отождествляются, секс является основным проявлением любви (даосизм, тантризм, некоторые современные культуры западной цивилизации).
- Интегральная или психофизическая модель. Любовь и секс рассматриваются в неразрывном единстве: одно не может существовать без другого. Это понимание может быть свойственно как примитивным, так и высокоразвитым культурам, в том числе некоторым современным ветвям христианства и ислама.
- Модель противопоставления любви и секса. Секс и любовь рассматриваются как самостоятельные формы отношений партнёров: может существовать как любовь без секса, так и секс без любви. Такое понимание характерно для оргиастических культур и для урбанистических субкультур западной цивилизации.
- Модель секса без любви. Единственным объединяющим партнёров фактором в такой модели становится секс, романтические проявления считаются нежелательными и подавляются.

## Сексуальное поведение человека
Сексуальное поведение человека включает в себя различные формы взаимодействия индивидов, мотивированные их половой потребностью. Сексуальное поведение человека может не соответствовать его сексуальной ориентации.
Человеческое сексуальное поведение выполняет три функции: репродуктивную, гедоническую (направленную на получение наслаждения) и коммуникативную.
Сексуальное поведение человека радикально меняется в зависимости от своего смысла, от того, какие именно потребности оно удовлетворяет. И. С. Кон выделяет несколько основных форм сексуального поведения человека в зависимости от конечной цели и возраста:
- Конечной целью сексуального поведения является разрядка полового напряжения.
- Чувственное наслаждение является ведущим, при этом наибольшее значение придаётся эротизму ситуации.
- Средством достижения внесексуальных выгод, например брак по расчёту.
- Средство поддержания супружеского ритуала.
- Коммуникативная сексуальность, когда сексуальное поведение представляет собой форму выхода из одиночества.
- Удовлетворение полового любопытства.
- Средство сексуального самоутверждения.

### Эволюционный конфликт полов
Специалист по психологии сексуальных отношений Дэвид Басс отмечает явление, названное им конфликтом полов. По мнению Басса, на протяжении всей истории человечества между полами ведется борьба за контроль над телом женщины. Решающих факторов при этом несколько. Первый — это влияние близости пары друг к другу. Чем ближе мужчины находятся к партнершам, тем больше их власть. Второй фактор власти — физический размер и сила. Большинство мужчин крупнее и сильнее большинства женщин. Поэтому угроза
или даже потенциальная возможность использования силы есть средство для установления контроля над телом женщины в самых разных ситуациях. Третий фактор — сила количества. Этот фактор объясняет, почему практика экзогамии, присутствующая в двух третях всех культур, при которой новобрачная после замужества уходит жить в клан мужа, ставит женщин в невыгодное положение. Четвертый фактор связан с возможностью выбора партнера. Исследования в США показали, что большинство женщин заводят от одного до пяти запасных партнеров, для «подстраховки». У женщин, обладающих собственными экономическими ресурсами, больше возможностей выйти из плохих отношений или сменить их на более выгодные. Это одна из причин, объясняющая, почему уровень разводов в случаях, когда доход женщины превышает доход мужчины, в два раза выше.

## Объектосексуализм
Психологи отмечают, что человеку свойственна также любовь к неодушевлённым объектам. Так, гражданка Швеции Эйя-Рита Эклоф влюбилась в Берлинскую стену и связала себя с ней брачными узами. После свадебной церемонии она взяла фамилию Эклоф-Берлинер-Мауэр. Американка Эрика Эйфель (урождённая Лабри) в 2007-м вступила в брак с Эйфелевой башней.
Существует мнение, что этот же психологический механизм объясняет патологическое накопительство.

### Комментарии
1. ↑  По мнению известного американского писателя и философа Айн Рэнд, католическая церковь считает, что сексуальность принадлежит к низшему, или животному, уровню человеческой природы. По мнению Рэнд из этого следует, что человек, с точки зрения католицизма — это не целостное существо, а раздираемое на части двумя антагонистическими, несовместимыми между собой составляющими, то есть его телом, принадлежащим земле, и его душой, относящейся к другому, сверхъестественному миру. Такой вывод Айн Рэнд делает на основе анализа  энциклики папы Павла VI от 25 июля 1968 года, посвящённой контролю над рождаемостью[11]